# Hans-Joachim Walter
Hans-Joachim Walter, né le 14 août 1929, est un ancien pilote sur circuits, de rallyes, et de courses de côte allemand, ayant piloté des véhicules sportifs pour la marque Porsche.

## Biographie
Sa meilleure place au rallye Monte-Carlo fut en 1970 (12e sur Porsche 911 S).
Il eut entre autres pour copilotes Horst Rack et Werner Lier, durant ses cinq dernières années de carrière sportive.
Il ne cessa totalement la compétition qu'en 1973, à 44 ans (encore classé au Monte-Carlo, 48e - sa seule apparition en WRC). 

## Palmarès
- Champion d'Europe des rallyes, en 1961 sur Porsche 356 Carrera Coupé S90;

### Performances en course
- Rallye d'Allemagne en 1961, avec Hans Wencher sur Porsche 356 Carrera;
- Rallye de Genève en 1962, avec Werner Lier sur Porsche 356B S90 Carrera 2 Coupé;
  - 2e du rallye Wiesbaden en 1963 avec Hans Walter (ne pas confondre ces deux coureurs) et Gastell sur Porsche 356B Carrera Abarth GTL;
  - 3e du Rheinland Nürburgring en 1961 avec Hans Walter sur Porsche 356B Carrera Abarth GTL;
  - 2e du Rheinland Nürburgring en catégorie Grand Tourisme (+1.3L) en 1960 avec Hans Walter sur  Porsche 356 Carrera;
  - 6e du tour de Corse en 1956 (1re édition) avec Traut sur Porsche 356 Carrera;
  - 10e aux 1000 km du Nurburgring en 1959 avec Hans Walter et Strähle sur Porsche 356A Carrera.